# Shutruk-Nahhunte I
Shutruk-Nahhunte I (Šutruk-Naḫḫunte I) was van 1185 tot 1155 v.Chr. koning van Elam.
Hij was waarschijnlijk de auteur van de zgn. Berlijnse brief, een document, nu in Berlijn, waarin hij zich erover beklaagt dat hij ondanks dat zijn moeder een Babylonische prinses was en hijzelf met een dochter van de 33e koning van de Kassietendynastie Meli-Šipak getrouwd is, niet op de troon van Karduniaš zit. Hij dreigt de steden te vernietigen en de forten te verwoesten, de irrigatiekanalen stil te leggen en de boomgaarden om te kappen. We weten dat Shutruk-nahhunte inderdaad Babylonië is binnengevallen en in 1158 de 35e Kassietenkoning Zababa-šuma-iddina van de troon gestoten heeft. Vlak daarop schijnt hij de touwtjes overgegeven te hebben aan zijn zoon Kutir-Naḫḫunte. Shutruk-nahhunte  bracht grote ladingen buit mee naar Elam, daaronder was een stele van Naram-Sin, een standbeeld van Maništušu en een stele van Meli-Šipak.